# Y. F. Stewart Motor Manufacturing Company
Y. F. Stewart Motor Manufacturing Company, vorher Coats Steamers Inc. und Coats Steam Car Company, war ein US-amerikanischer Hersteller von Automobilen.

## Unternehmensgeschichte
George A. Coats entwarf Anfang 1921 einen Dampfwagen. Die Markteinführung war für März 1921 angekündigt. Die Produktion von Automobilen begann. Der Markenname lautete Coats. Erst im September 1921 gründete Coats das Unternehmen Coats Steamers Inc. in Columbus in Ohio. Wenig später erfolgte die Umfirmierung in Coats Steam Car Company. 1922 zog das Unternehmen nach Bowling Green, ebenfalls in Ohio. Dort kam es zum Zusammenschluss mit der Stewart Motor Car Company zur Y. F. Stewart Motor Manufacturing Company. Die Fahrzeuge wurden nun gelegentlich auch als Coats-Stewart, Stewart-Coats und Clermont Steamer bezeichnet. 1923 endete die Produktion. Insgesamt entstanden etwa zwölf Fahrzeuge.

## Fahrzeuge
Ein Dampfmotor mit drei Zylindern trieb die Fahrzeuge an. Genannt sind Aufbauten als Tourenwagen, Roadster und Limousine.